# 木村重成
木村重成（1593年－1615年6月2日），是安土桃山時代和江戶時代初期的武將，豐臣家的家臣，知行，3千石。木村重茲之子，母親宮内卿局為豐臣秀賴的乳母。

## 略歷
木村重茲原本是雍州淀（今京都府京都市伏見區淀本町）18萬石的大名。豐臣秀吉生下親生子豐臣秀賴之後，視養子豐臣秀次如仇敵，誣指秀次謀反，雖然秀次剃髮出家，但豐臣秀吉還是打算將秀次斬首。木村重茲同情豐臣秀次，勸秀吉勿殺秀次，卻被視為秀次同黨，與其長子木村重武一同被賜死，切腹自盡。
木村重成因年幼而逃過一死，自小即為秀賴的小姓、近侍。根據記載，他的相貌「膚色白淨，黑眉如黛，雙目雖細卻炯炯有神……」。深受秀賴的信賴，元服後成為豐臣家的重臣，屢次出席重要的會議。
慶長4年（1599年）12月17日，獲賜豐臣氏。後來豐臣家與德川家康之間的關係惡化，與大野治長、渡邊糺都主張開戰，片桐且元於是逃出大坂城。
木村重成以將領的身份參與大坂之陣，在大坂冬之陣時，負責守備八丁目口的任務，與後藤基次參戰今福砦攻防戰，德川方佐竹義宣軍攻打大和川上的今福堤，在佐竹家重臣涉江政光的8000兵攻擊下陷落，木村重成迅速率3千兵馬往援，同時，後藤基次也率兵抵擋來援的上杉景勝軍，並派出別動隊形成夾擊之勢。激戰中，木村重成討取涉江政光，後來上杉景勝軍與堀尾忠晴軍來援，木村重成撤回大阪城。此戰使德川軍諸將都知道他的名聲。後來也參加真田丸之戰，擋住德川軍連日的攻勢。雙方和議時，擔任秀賴的正使，於岡山接受德川秀忠的誓書，因進退得體獲得獎賞。
翌年慶長20年（1615年）1月7日，木村重成迎娶七手組之一真野賴包的女兒青柳為妻。5月，在大坂夏之陣中，與豐臣家主力長宗我部盛親共同在八尾、若江地區迎擊敵人，八尾方面由長宗我部盛親負責，若江方面由重成負責，與藤堂高虎、井伊直孝兩軍對峙。據說出戰的前一晚，重成將自己的頭髮混入香中焚燒，以示決心，並將「道芝之露、木村長門」八字刻在佩刀上。
決戰當日，重成首先在若江地區擊退藤堂隊的副將藤堂良重，並突破藤堂高虎右翼，討取藤堂良勝，之後收攏散兵並分發糧食，重新建構防衛體系以備敵軍。當時，家臣曾經進諫：「士兵已經相當疲勞，如再強行作戰必定敗北」，但重成認為：「目前的小勝利微不足道」，並開始突擊敵方陣營，近午時刻，統領德川家赤備的井伊直孝參戰，重成與井伊軍激戰，但木村軍左翼遭到自吉田方向過來的榊原康勝突擊，全軍崩潰，重成最後被井伊軍左先鋒庵原朝昌討取。
木村重成死後，妻「青柳」在大阪城陷前逃出，後來產下一子馬渕源左衛門並出家，但於一年後重成的祭日自殺，享年20岁。